# Acanthopsyche
Acanthopsyche é um gênero de mariposa, pertencente à família Acrolophidae.